# Wilson Núñez (futbolista uruguayo)
Wilson Núñez de la Rosa (Salto, Uruguay, 10 de julio de 1969) es un exfutbolista uruguayo que jugaba como delantero y militó en clubes de su país Uruguay, Argentina, Chile, Colombia y Perú. Debutó como jugador profesional en Nacional de Montevideo, club donde estuvo desde las inferiores.

## Clubes
| Club                 | País      | Año       |
| -------------------- | --------- | --------- |
| Nacional             | Uruguay   | 1989-1991 |
| Huachipato           | Chile     | 1992      |
| Everton              | Chile     | 1993      |
| Nacional             | Uruguay   | 1994      |
| Deportivo Mandiyú    | Argentina | 1994      |
| Deportivo Español    | Argentina | 1995-1996 |
| Junior               | Colombia  | 1996-1997 |
| Deportivo Español    | Argentina | 1997      |
| Chacarita Juniors    | Argentina | 1998      |
| Atlético Bucaramanga | Colombia  | 1998-2000 |
| FBC Melgar           | Perú      | 2001      |
| Gladiador            | Uruguay   | 2002      |
| Salto Uruguay FC     | Uruguay   | 2003-2008 |
| Salto FC             | Uruguay   | 2004      |
| Ceibal               | Uruguay   | 2009      |
| Parque Solari        | Uruguay   | 2010-2013 |

En 2010 el veterano jugador Wilson Núñez, ascendió a Primera división con Parque Solari, anotó 22 goles en 21 partidos.

En 2011 Núñez continuaba convirtiendo goles,